# Villino Travaglini
Il villino Travaglini a Firenze si trova in viale della Giovine Italia 11, angolo via Ghibellina 1.

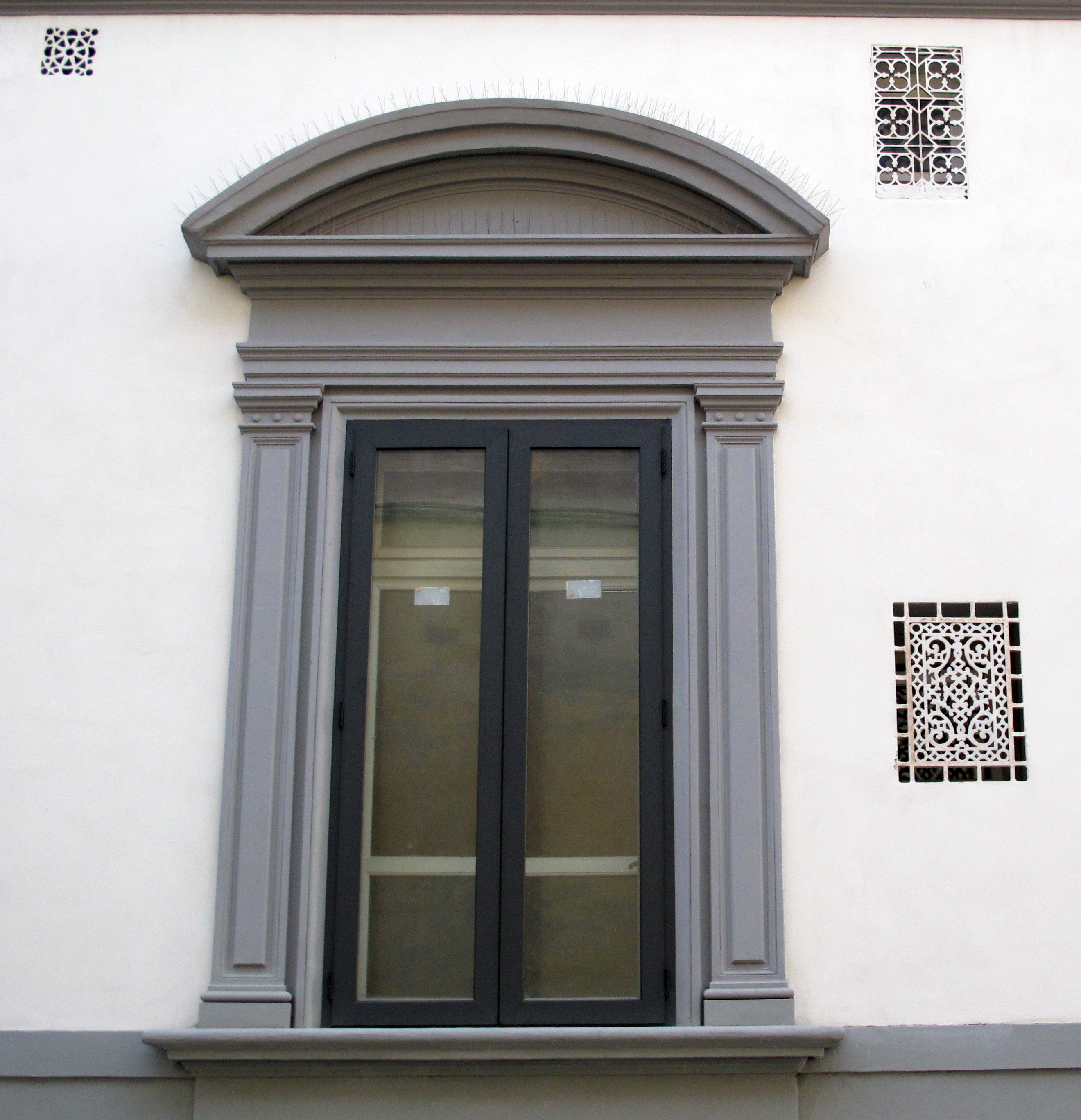
Finestra e grate

## Storia e descrizione
Il villino, con ingresso sul viale, mostra i caratteri propri della residenza signorile: a due piani, come si conviene alla tipologia, presenta un fronte principale su cinque assi, il portone protetto dall'immancabile balcone, le finestre incorniciate da lesene classiche scanalate e chiuse da timpani alternativamente triangolari e ad arco ribassato. 
Sul retro (via Ghibellina n. 1) è il cancello con accesso al giardino di pertinenza. Sulla base dei disegni pubblicati sul periodico Ricordi di Architettura il villino è riconducibile all'attività dell'architetto Torquato Del Lungo e databile agli anni ottanta dell'Ottocento. 
Nonostante il pregio dell'edificio, l'ampiezza degli spazi e la collocazione in una zona sufficientemente qualificata, l'edificio è stato lasciato in una condizione di semi abbandono per molti anni, con gli intonaci cadenti e numerose lacune agli elementi decorativi in pietra artificiale. Almeno dal 2007, viste lo stato di conservazione, l'edificio è stato transennato su ambedue i lati e, dal 2009, i fronti chiusi da impalcature. Nel 2010 è stato avviato un cantiere di restauro volto all'integrale recupero dell'immobile, con rifacimento delle facciate e delle coperture.